# Geschiedenis van de Nederlandse televisie
De geschiedenis van de Nederlandse televisie gaat terug tot in de jaren 1920, toen Philips experimenteerde met het uitzenden van filmbeelden. In 1951 begonnen de omroepverenigingen met uitzendingen voor televisie. In 1964 was de eerste commerciële televisiezender actief vanaf het REM-eiland. Legale commerciële zenders kwamen op na 1989, toen RTL-Véronique vanuit Luxemburg op de kabel werd toegelaten.

## Experimenteel
De geschiedenis van de Nederlandse televisie begon in de jaren dertig van de 20e eeuw toen de eerste Nederlandse experimenten met de televisie werden uitgevoerd. Op de Derde Radio Salon van 16 tot 29 mei 1929 in het Kurhaus in Scheveningen vond een demonstratie plaats door prof. August Karolus van Telefunken. Het matglazen scherm was 30 bij 30 cm en twintig personen konden tegelijk kijken. Deze geschiedenis is nauw verbonden met die van Philips. De eerste zenders werden gebouwd door televisiepionier Erik de Vries die werkzaam was bij het Philips Natuurkundig Laboratorium. Hij deed daarmee de eerste proeven en uiteindelijk vonden de eerste uitzendingen in Nederland plaats. Dit gebeurde in 1930 vanaf het torentje van het Amsterdamse Carltonhotel. In het jaar 1935 verscheen de eerste persoon op de Nederlandse televisie. Het was een dochter van Koos Speenhoff die bij Philips op de administratie werkte. Zij was presentatrice tijdens een experimentele uitzending.
Philips bouwde in 1937-1938 vier wagens, twee materiaal/zenderwagens en twee techniekwagens met daarin een filmscanner en een verrijdbare televisiecamera. Op 13 oktober 1937 werden de wagens getoond op Welschap. Op 15 januari 1938 werden de eerste wagens per trein naar Brussel gebracht om daar een televisiedemonstratie te geven. Daarna gingen ze naar Antwerpen.
In de techniekwagen bevonden zich een camera en filmaftaster. Vanuit de zenderwagen, eenmaal ter plekke, konden programma’s worden uitgezonden die in de techniekwagen gemaakt werden. De tweede reportagewagen (caravan) was net klaar (februari 1938) voor de eerste demonstratie in de Jaarbeurs in Utrecht, op 15 maart 1938. Daarna werden door De Vries in diverse landen demonstraties gegeven. Een van de caravans werd vernietigd in de Tweede Wereldoorlog. De caravan bevond zich op 1 september 1939 in Warschau en op 3 september brak na de Duitse inval in Polen de Tweede Wereldoorlog uit. Het personeel kon nog net terugkomen naar Nederland. Naar aanleiding daarvan kon op 29 september 1939 de tweede caravan, die in Zagreb stond, alleen via de Middellandse Zee terug naar Eindhoven. Na terugkomst werden de wagens geparkeerd op de binnenplaats van het Natlab van Philips in Eindhoven. De wagens werden bij een bombardement door de Britse Royal Air Force op Eindhoven op 6 december 1942 vernietigd.
Tussen 1948 en 1951 verzorgde Philips 264 experimentele televisie-uitzendingen. Op de bovenste verdieping van het Veemgebouw in Eindhoven waren daarvoor twee zenders geplaatst, één voor het beeld en een FM-zender voor het televisiegeluid, evenals een van hout gemaakte tv-toren die op het gebouw stond. De studio was ondergebracht in het Natlab, enkele honderden meters verderop. De uitzendingen werden geleid door Erik de Vries. Ze werden ontvangen door enkele honderden toestellen die in en rond Eindhoven stonden opgesteld, voornamelijk bij Philipsmedewerkers.
Bij onderdelenwinkel op elektronicagebied Stuut & Bruin in Den Haag, werden al op 22 februari 1949 met een zelfgebouwde televisie de Philips uitzendingen ontvangen. De presentatie van de eerste uitzendingen was in handen van Fred Knol die ook bekend was van Radio Herrijzend Nederland.

## Nederlandse Televisie Stichting

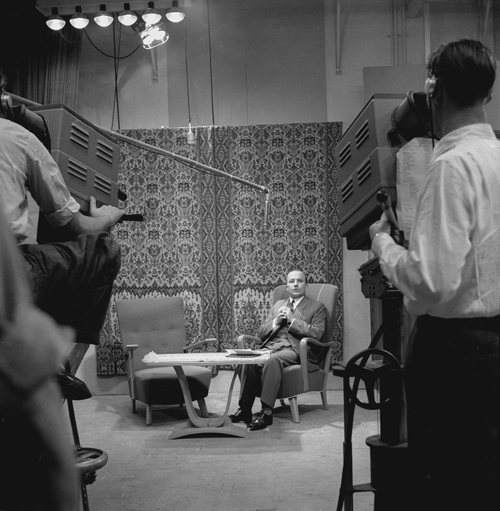
Staatssecretaris Cals bij de eerste officiële Nederlandse televisie-uitzending op 2 oktober 1951

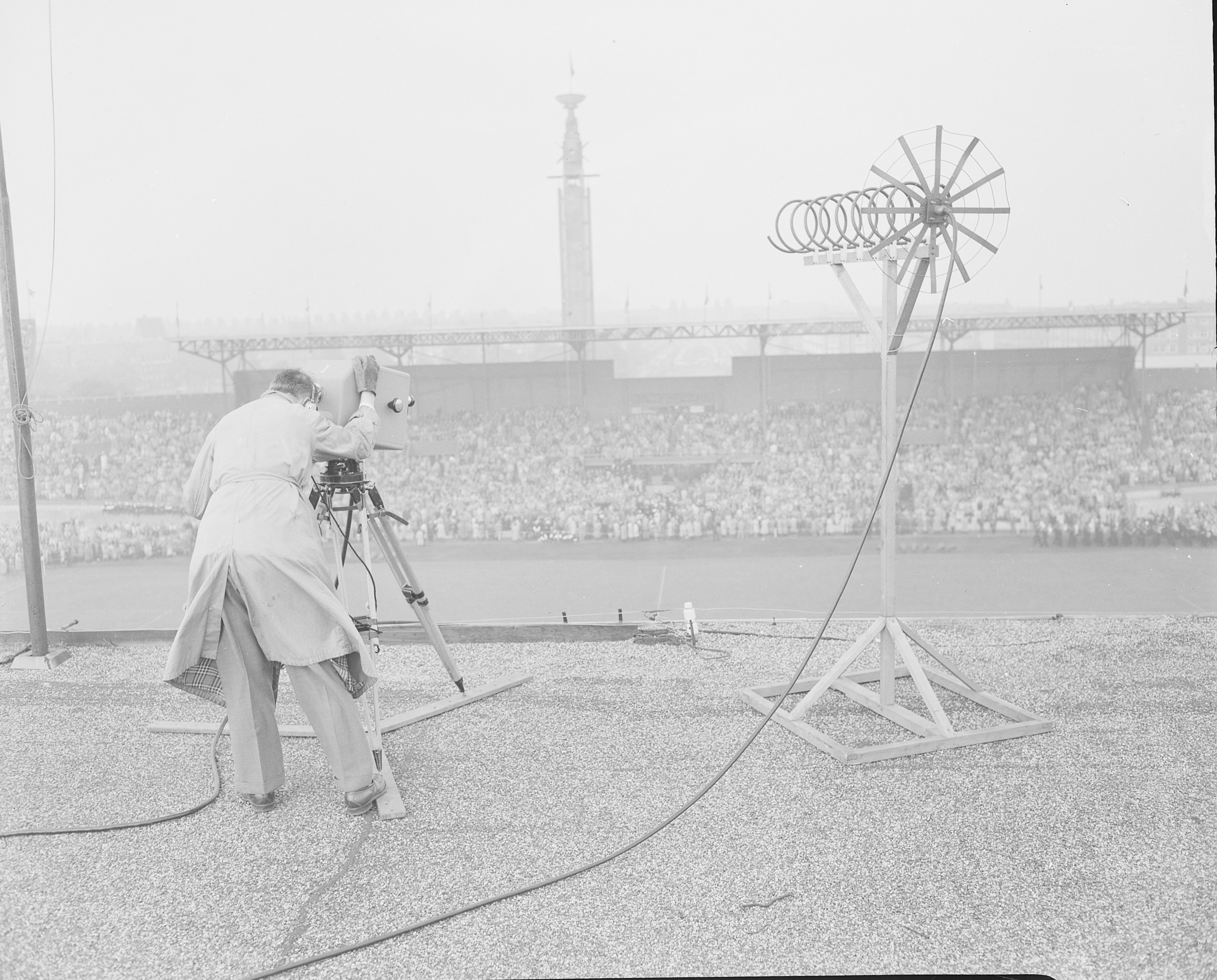
Eerste voetbalwedstrijd op televisie in 1952

De officiële introductie van de televisie in Nederland was op 12 december 1949. De toenmalige minister van Verkeer en Waterstaat gaf toestemming voor deze introductie. Twee jaar later werd de Nederlandse Televisie Stichting (NTS) opgericht. Er werd in die tijd veel geëxperimenteerd en gedebatteerd. In de NTS waren de vier grote omroepverenigingen opgenomen (AVRO, KRO, VARA en NCRV), en later kwam hier ook de VPRO bij. De eerste (zwart-wit)televisie-uitzending was op 2 oktober 1951, om 20.15 uur, vanuit de NTS-studio, studio Irene te Bussum. Na de officiële opening door staatssecretaris mr. Cals en NTS-voorzitter prof. J. B. Kors (KRO) volgde een filmpje over de fabricage van beiaardklokken in Nederland, een overzicht van de geschiedenis van de televisie en als hoofdschotel het spel de Toverspiegel. De uitzending duurde tot 22.15 uur, en verliep op een kleine technische storing na zonder problemen. De Amsterdamse journaliste Jeanne Roos was de omroepster van het eerste uur.
De beeldsignalen uit de studio werden door de televisietoren in Bussum via een straalverbinding naar de zendmast bij Lopik (in de gemeente IJsselstein) verzonden, die ze na ontvangst doorzond naar de toen nog zeer weinige ontvangsttoestellen in Nederland. In de eerste jaren keken er maar enkele duizenden mensen televisie, vooral door technische beperkingen en hoge kosten van de toestellen. In januari 1960 werd de eerste (stalen) televisietoren van Hilversum in gebruik genomen. Deze toren stond aan de Insulindelaan, nabij het latere Media Park, en diende als vervanger van de toren in Bussum. In 1971 werd de huidige televisietoren gebouwd; de oude bleef nog staan tot 1976.
Vanaf het begin bleef vooral 'Hilversum' meer dan 'Bussum' verbonden aan het begrip 'omroep'.

## Omroepen

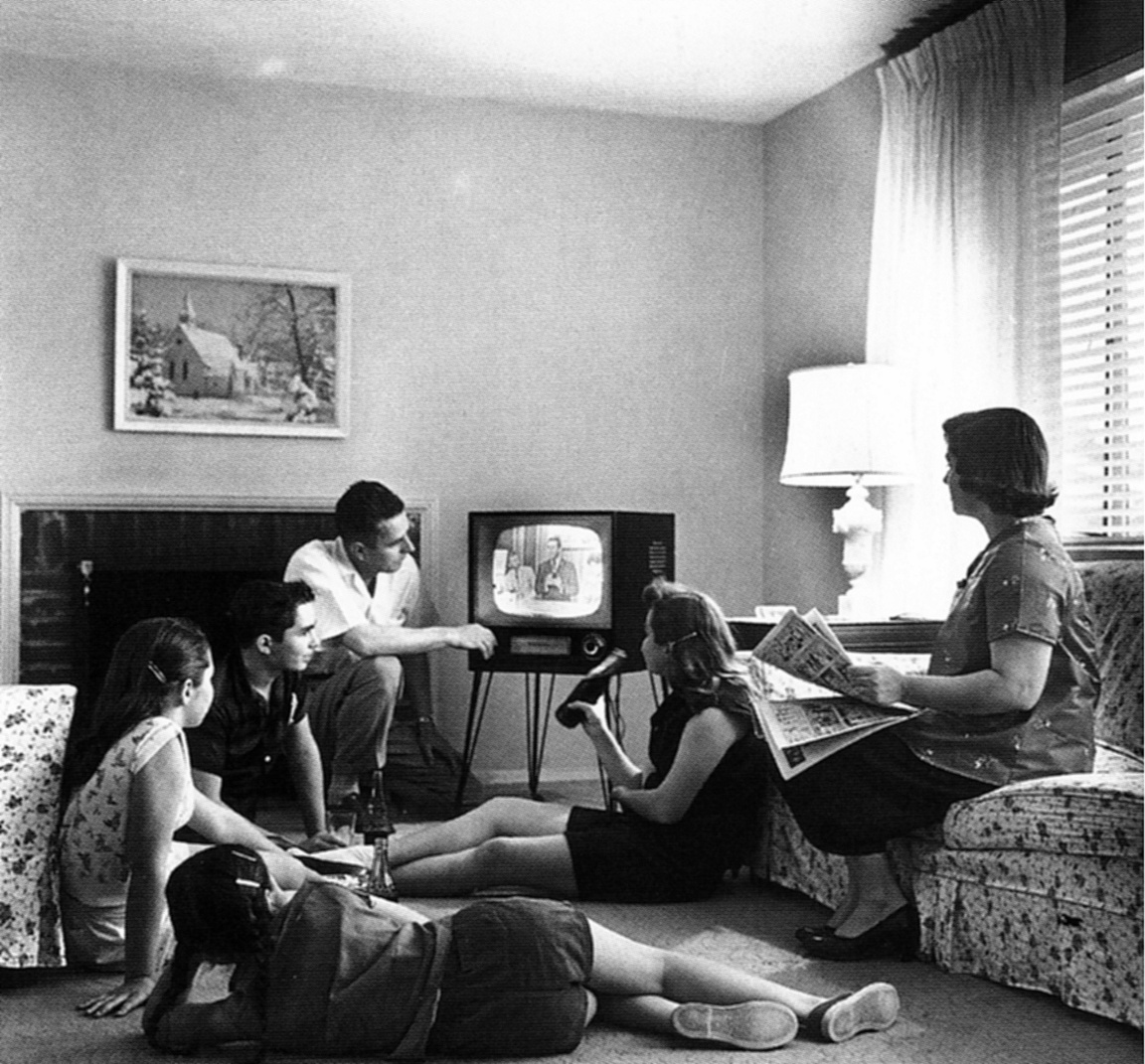
Het televisiekijken in de jaren vijftig

Na een experimentele periode moest worden gekozen of er zou worden uitgezonden vanuit één nationale omroep, of dat de verzuilde omroepen die al uitzonden op de radio de kijktijd onderling zouden gaan verdelen. Uiteindelijk werd via het Televisiebesluit van 1956 gekozen voor een verzuild systeem met verschillende omroepen zoals dat nog steeds grotendeels zo is bij de publieke omroep. Ook werd er een kijkgeldregeling ingesteld voor televisie-eigenaren en werd reclame vooralsnog niet toegestaan.
Televisie werd gezien als een voornaam medium voor informatieverspreiding en nieuwsvoorziening. Het bioscoopjournaal, waarvan het Polygoonjournaal het bekendste is, werd in de loop der jaren langzaam ingehaald door de televisiejournaals. Het NTS Journaal, dat voor het eerst werd uitgezonden in 1956, was de grondlegger van het Nederlandse televisiejournaal.

## Zenders en netten
Tussen 1955 en 1960 werd vooral geïnvesteerd in het bouwen van de Gerbrandytoren en de steunzenders in Goes, Roosendaal, Loon op Zand, Mierlo, Hilversum, Roermond, Markelo, Ugchelen, Zwollerkerspel en Smilde.
Vanaf oktober 1960 werd er op alle avonden uitgezonden, meestal van 20.00 uur tot 22.20 uur. In oktober 1962 ging het aantal zenduren van 26 naar 30 uur per week en begonnen de uitzendingen voortaan om 19.30 uur. Met de komst van een tweede net in 1964 was er sprake van Nederland 1 en Nederland 2.
In 1967 werd kleurentelevisie officieel in Nederland geïntroduceerd. Het in Nederland geadopteerde kleurensysteem was het door de Duitse Dr. Walter Bruch van Telefunken uit het Amerikaanse NTSC-systeem doorontwikkelde PAL-systeem. Eveneens in het jaar 1967 werd reclame op de Nederlandse televisie toegelaten.

## Open bestel
Enkele jaren daarna werd het open bestel ingevoerd via de Omroepwet van 1969. Het werd daarmee mogelijk om als nieuwe omroep tot het bestel toe te treden. De TROS had hier enkele jaren voordat de wet werd ingevoerd al gebruik van gemaakt. De Evangelische Omroep en Veronica Omroep Organisatie volgden later. Eisen voor nieuwe omroepen waren:
- Verschillende programmacategorieën moeten aan bod komen (dus bijvoorbeeld niet alleen religieuze programma's of enkel muziek).
- Een wat ruim omgeschreven cultureel criterium: bij het volk levende culturele en godsdienstige waarden moesten worden gebruikt in de uitzendingen.
- Een ledencriterium: minimaal 100.000 leden zijn vereist voor uitzenden en hoe meer leden, hoe meer zendtijd. Er werd een systeem ingevoerd (dat nog steeds gebruikt wordt) met A-, B- en C-omroepen.

Een ander resultaat van de Omroepwet van 1969 was de vorming van de Nederlandse Omroep Stichting (NOS), dat zich op algemene nieuws- en sportuitzendingen richt en ook zorgt voor technische en administratieve hulp.
Televisie bleek eveneens een geschikt medium voor amusement. Door de toetreding van de TROS en de VOO werden er meer amusementsprogramma's uitgezonden, wat leidde tot de nodige kritiek en zorgen uit politiek en samenleving, samen te vatten in het woord vertrossing.
Rond 1985 hadden de meeste Nederlandse huishoudens een kleurentoestel aangeschaft, het aantal publieke televisiezenders was in 1988 gestegen tot drie en populaire televisieprogramma's als Spel zonder grenzen, Swiebertje, Eén van de acht en een dramaserie als De Glazen Stad trokken vele miljoenen kijkers; televisiekijken werd algemeen de belangrijkste vorm van vrijetijdsbesteding en nam steeds meer de rol over van het traditionele gezelschapsspel of het lezen van een boek. Critici begonnen zich te roeren en wezen op de bedenkelijke invloeden van geweld en seks op de televisie, vooral op de jeugd. De Amerikaan Neil Postman schreef het boek Wij amuseren ons kapot. Hij had veel commentaar op het vluchtige karakter en de afstompende invloed van de televisie en andere media. Hij was ook tegen de commercialisering van de media.

## Duaal bestel
Rond het begin van de jaren negentig veranderde er in Nederland in dat opzicht ook veel. Tot dan toe was in Nederland televisie met zijn verzuilde zendgemachtigden een uniek, open bestel met slechts drie televisiekanalen, conform de wetgeving voor de Publieke omroep. Op 2 oktober 1989 werd de eerste buitenlandse, op Nederland gerichte commerciële televisiezender (RTL-Véronique, in 1990 gewijzigd in RTL 4) via nieuwe wetgeving toegelaten. Het was een slimme zet van RTL om vanuit Luxemburg uit te zenden via de zogenaamde U-bochtconstructie, dit maakte Véronique officieel een buitenlandse omroep. Nederland was conform Europese wetgeving verplicht om buitenlandse zenders toe te staan. Véronique was eigenlijk gewoon Nederlands en zond enkel op de daguren enkele Luxemburgse programma's uit.
Begin 1992 werd binnenlandse commerciële televisie mogelijk. Op 30 augustus 1993 werd in Nederland het fenomeen dagtelevisie geïntroduceerd. Hiermee werd het duale bestel van publieke en commerciële omroepen die naast elkaar bestaan een feit in Nederland. RTL 5 begon in oktober 1993 met uitzenden. Het eerste commerciële station begon op 1 september 1995, toen verliet de Veronica Omroep Organisatie (VOO) de publieke omroep. Endemol en VOO gingen samen en begonnen het eerste binnenlandse commerciële station. Sinds die tijd zijn er nog ettelijke binnenlandse commerciële omroepen bij gekomen, die voornamelijk in handen zijn van twee grote mediabedrijven. ProSiebenSat.1 Media introduceerde Veronica, SBS6 en Net5. RTL Nederland begon na RTL-Véronique en RTL 5 met Veronica (later Yorin, dat na een hervorming van de RTL-zenders werd hernoemd tot RTL 7) en RTL 8. Andere initiatieven, zoals TV10, Sport 7 en Tien sneuvelden.
Met het toelaten van de commerciële zenders kwam ook een controleorgaan tot stand: het Commissariaat voor de Media kreeg de taak om toezicht uit te oefenen op de publieke en commerciële omroepen. Op dit moment oefent het Commissariaat ook toezicht uit op de Kijkwijzer.
Sinds 1988 is de Mediawet nog uitgebreid met twee eisen. De eerste is de eis van representativiteit. Dat houdt in dat een omroep representatief moet zijn voor een bepaalde maatschappelijke, godsdienstige of culturele bevolkingsgroep. Een tweede criterium is het pluriformiteitscriterium: een nieuwe omroep moet de verscheidenheid van inhoud binnen het publieke bestel vergroten. Naast de eerder genoemde commerciële zenders, zijn er ook nieuwe publieke omroepen tot het bestel toegetreden zoals Omroep MAX voor ouderen (sinds najaar 2005) en WNL (najaar 2009) die zich richt op de conservatieve kijker.

## Digitalisering
Op het technische vlak veranderde er bijzonder veel. In de jaren negentig werd massaal overgeschakeld van film naar video, van analoge naar digitale televisie, kwam er kabeltelevisie en satelliettelevisie, breedbeeldtelevisie, HDTV en integratie met internet en mobiele telefoon. Ook veranderden opname-, montage- uitzend- en opslagtechnieken, niet alleen bij de Nederlandse televisie, maar wereldwijd. De toename van het aantal buitenlandse televisieproducties dat wordt uitgezonden op Nederlandse zenders, met name Amerikaanse programma's, hangt samen met de veramerikanisering van de media.
Zo'n 70 procent van het Nederlandse audiovisuele erfgoed, waarvan een groot deel bestaat uit televisie-uitzendingen, ligt tegenwoordig opgeslagen bij het Nederlands Instituut voor Beeld en Geluid in Hilversum.
Met de introductie van digitale televisie, is er naast de publieke en commerciële kanalen die via de kabel zijn te ontvangen, een groot aantal digitale televisiekanalen bij gekomen. Veel kanalen richten zich op specifieke thema's, ook de Publieke Omroep beheert een aantal van dergelijke kanalen.
Mensen die televisie digitaal willen kijken hebben keuze uit verscheidene aanbieders die vaak ook combinaties van televisie, telefonie en internet bieden.
Vanaf 1998 werd een steeds groter deel van de tv-techniek overgezet van analoog naar digitaal. Dit gebeurde in eerste instantie met het montageproces. Videobanden, in die tijd BCN (type B videotape) en analoog Betacam-formaat, werden op Apple Macintosh-systemen met Avid-editingsoftware gedigitaliseerd.
Na de videomontage werd de productie gerenderd en teruggeschreven naar BCN of Betacam.
Met de komst van digitale playoutsystemen voor de uitzending was de analoge tussenschakel een onnodige tussenstap in het uitzendproces geworden.
Om de hele keten van de publieke omroep te digitaliseren, werd het project De Digitale Voorziening (DDV) opgezet. Basisgedachte was om de hele keten digitaal te maken, zodat omzetting van analoog naar digitaal maar een keer nodig was. Dat hield in dat DDV werd toegepast binnen het video-editingproces, het transport van de bestanden vanaf de video-editingsets naar de uitzendservers, en ten slotte van de uitzendservers naar het archief van Beeld en Geluid. Alle metadata over het bestand en de inhoud werd ook meegenomen, inclusief alle toegevoegde metadata in iedere tussenstap. In 2004 is de voorziening gebouwd en in 2005 is de DDV in productie gegaan.

## Mijlpalen in de Nederlandse televisiegeschiedenis
| Datum/jaar                   | Gebeurtenis |
| ---------------------------- | --- |
| 1930                         | Eerste experimentele televisie-uitzending vanaf het Carltonhotel in Amsterdam. |
| 1935                         | Een dochter van Koos Speenhoff, Ceesje Speenhoff, verschijnt als eerste persoon op Nederlandse televisie. |
| 2 oktober 1951               | De allereerste reguliere Nederlandse televisie-uitzending. |
| 22 november 1952             | Eerste keer dat Sinterklaas op de Nederlandse televisie wordt ontvangen. Presentatrice is Mies Bouwman die deze taak vervult tot 1973. |
| 6 juni 1954                  | Eerste Eurovisie-uitzending met een verslag van het Narcissenfeest in Montreux. |
| 20 april 1955                | Eerste aflevering van Swiebertje (met Joop Doderer in de hoofdrol). De meeste afleveringen van deze serie van voor 1972 zijn echter verloren gegaan. De serie liep tot april 1975. |
| 1 januari 1956               | Als gevolg van de Wet op het Kijkgeld moet iedereen die in Nederland een televisie bezit 30 gulden per jaar betalen. |
| 5 januari 1956               | Eerste NTS journaal. Onderwerpen zijn: hardnekkige gladheid, interview met Caroline, de dochter van schaakkampioen Max Euwe en jonge stieren door de straten van Pamplona. |
| 24 mei 1956                  | Uitzending van het eerste Eurovisiesongfestival, dat wordt gewonnen door gastland Zwitserland. Deelnemers voor Nederland zijn Jetty Paerl en Corry Brokken. |
| 17 september 1958            | Eerste aflevering van Pipo de Clown. Ook de eerste uitzending van Toon Hermans' eerste onemanshow. |
| 5 april 1959                 | Eerste uitzending van het programma Sport in beeld, de voorloper van Studio Sport. |
| 26 november-27 november 1962 | De geldinzamelingsactie Open het Dorp is de eerste grote benefietshow op televisie. |
| 1 november 1963              | Willem Duys treedt op als eerste praatprogrammapresentator, met zijn programma Voor de vuist weg. |
| 15 augustus 1964             | Eerste uitzending door TV Noordzee, de piraat die de voorloper is van de TROS. |
| 1 oktober 1964               | Eerste reguliere uitzending op het tweede Nederlandse televisiekanaal, Nederland 2. |
| 27 februari 1965             | Het kabinet-Marijnen valt vanwege een onenigheid over het omroepbestel. |
| 1966                         | Sonja Barend presenteert haar eerste praatprogramma. |
| 3 september 1966             | Eerste uitzending van de populaire serie Ja Zuster, Nee Zuster. De serie werd in 1968 beëindigd. De opnames van de meeste afleveringen zijn gewist in verband met de kosten van de drager, de buitenopnames zijn op film gedraaid en wel bewaard gebleven. |
| 2 januari 1967               | Voor het eerst wordt reclame uitgezonden via de STER. Het eerste spotje maakt reclame voor de Nederlandse Dagbladpers en opent met de woorden: "Zeven seconden geleden begon de reclame in de televisie. U wist het uit uw krant." |
| 21 september 1967            | Officiële introductie van kleurentelevisie in Nederland. |
| 9 oktober 1967               | Het eerste bloot op de Nederlandse televisie: de actrice Phil Bloom vertoont haar onbedekte lichaam in het VPRO-programma Hoepla. |
| 18 november 1967             | Tom Manders (Dorus) zingt samen met de tweejarige peuter Corrina Konijnenburg het liedje Poesje Mauw. Het kind zorgt voor hilariteit omdat het minutenlang nooit verder komt dan de titel. Het wordt een van de vaakst heruitgezonden fragmenten op de Nederlandse televisie. |
| 29 mei 1969                  | De Nederlandse Radio Unie en de Nederlandse Televisie Stichting gaan op in de Nederlandse Omroep Stichting. |
| 1 januari 1970               | De STER begint met het uitzenden van reclameboodschappen in kleur. |
| 1971                         | Eerste uitzending van het langlopende amusementsprogramma Te land, ter zee en in de lucht. |
| 1972                         | Eerste uitzending van de Loekie de Leeuw-filmpjes, die uiteindelijk tot en met 2004 zullen worden uitgezonden tijdens de reclameblokken op de STER. |
| 14 december 1972             | Tijdens een uitzending van de Barend Servet show wordt een actrice geïnterviewd die duidelijk op koningin Juliana lijkt en zich ook net zo als zij gedraagt. Omdat ze zich bezighoudt met spruitjes schoonmaken leidt het fragment tot Kamervragen in het Nederlandse parlement en een officiële berisping van de VPRO. |
| 10 januari 1973              | Eerste uitzending van het kinderprogramma Peppi en Kokki. |
| 31 december 1973             | De eerste oudejaarsconference van Wim Kan op televisie. |
| 6 november 1974              | Eerste uitzending van het Simplisties Verbond met Van Kooten en De Bie. Deze uitzendingen zullen geleidelijk simpelweg 'Koot en Bie' genoemd worden en tot 1998 onafgebroken verder lopen. |
| 24 december 1974             | Een kerstaflevering van Van Oekel's Discohoek waarin Sjef van Oekel zogezegd ziek wordt en in een fietstas overgeeft stuit op controverse onder kijkers. |
| 4 januari 1976               | Eerste uitzending van de Nederlandse versie van Sesamstraat. |
| 10 januari 1978              | Het komische kinderduo Bassie en Adriaan verschijnt voor het eerst op tv. |
| 1 januari 1981               | Eerste uitzending van de immens populaire sitcom Zeg 'ns Aaa die tot 1993 met torenhoge kijkcijfers zal worden blijven uitgezonden. |
| 5 januari 1981               | Eerste uitzending van het NOS Jeugdjournaal. |
| 3 december 1984              | Tijdens een live uitzending van het praatprogramma Karel interviewt presentator Karel van de Graaf tegenstanders van het voormalige militaire bewind in Suriname, wanneer plotseling iemand uit het publiek opstaat en de gasten aanvalt. Het gevecht mondt uit in een schietpartij, waarbij een gewonde valt en de AVRO de uitzending meteen onderbreekt met de boodschap "Even geduld, a.u.b.". De uitzending wordt wereldnieuws. |
| 2 oktober 1985               | Eerste uitzending van het controversiële en taboedoorbrekende kinderprogramma Theo en Thea. |
| 3 januari 1988               | Eerste uitzending van educatieve kinderprogramma Het Klokhuis. |
| 4 april 1988                 | Eerste uitzending op het derde Nederlandse televisiekanaal, kortweg Nederland 3. |
| 3 juli 1988                  | Eerste uitzending van het jaarlijks uitgezonden praatprogramma Zomergasten |
| 2 oktober 1989               | De eerste op Nederland gerichte commerciële omroep, RTL-Véronique, gaat van start. |
| 1 oktober 1990               | Eerste uitzending van de soapserie Goede tijden, slechte tijden. Het was de eerste dagelijkse soapserie op het Europese vasteland en scoorde op het hoogtepunt dagelijks meer dan twee miljoen kijkers. De serie wordt uitgezonden door RTL 4. |
| 28 november 1992             | Tijdens een uitzending van De Schreeuw van de Leeuw ontvangt Paul De Leeuw de seropositieve zanger René Klijn. De uitzending doorbreekt het taboe rond aids en zal een Bronzen Roos winnen op het Festival van Montreux. |
| 15 augustus 1997             | Jongerenomroep BNN met Bart de Graaff gaat van start. |
| 16 september 1999            | Eerste uitzending van het realityprogramma 'Big Brother'. |
| 8 november 2003              | Premier Jan Peter Balkenende roept op tot een debat over tv-satire rond het Nederlandse koninklijke huis, die volgens hem veel te ver gaat. Op 15 november reageert koningin Beatrix persoonlijk dat zij hier geen probleem van maakt. |
| 13 augustus 2005             | De veelbesproken televisiezender van John de Mol Talpa gaat van start. Veel bekende namen en televisieprogramma's zijn aangekocht, maar het mocht niet baten. Op 18 augustus 2007 stopte Talpa met uitzenden en werden de zender en enkele programma's overgenomen door RTL. |
| 10 december 2006             | De analoge televisiezenders van de publieke omroep worden uitgeschakeld. Digitale etherontvangst is niet meer gecodeerd, en dus gratis. |
| 23 februari 2008             | BNN programmeert de pornofilm Deep Throat in zijn laatavonduitzendingen als deel van een thema-avond rond pornografie. De aangekondigde uitzending zorgt weken op voorhand voor grote ophef en protesten van christelijke groeperingen, maar gaat uiteindelijk toch gewoon door. |
| 2009                         | De publieke omroep begint met uitzendingen in Hoge Definitie (HDTV). |
| 19 augustus 2014             | Nederland 1, 2 en 3 wijzigen hun namen in NPO 1, 2 en 3. |
| 29 januari 2015              | Man dringt NOS-gebouw binnen met neppistool, gijzelt een beveiliger en eist zendtijd; de uitzending op NPO 1 wordt een uur lang stilgelegd. |